# Hôpital général de Kinshasa
Pour les articles homonymes, voir HGK.
L’hôpital général de Kinshasa (ex. Mama Yemo)(HGK) est un centre de soins de santé publique, avec 2 000 lits et 2 250 employés, situé dans la commune de La Gombe à Kinshasa en république démocratique du Congo.
Il est le plus grand[réf. nécessaire] hôpital public en république démocratique du Congo et cette institution hospitalière participe à la formation des étudiants en médecine et en sciences infirmières.

## Histoire
Les premiers pavillons de l'Hôpital pour indigènes construits par l'architecte Ferron sont ouverts au public en 1924, il est alors réservé aux pathologies des Congolais. Les pavillons de la maternité sont construits en 1949.

## Services
Hôpital provincial de référence, il est organisé en quatre services :
- médecine interne
- chirurgie, gynéco-obstétrique
- pédiatrie
- services spécialisés : ORL, dentisterie, ophtalmologie